# A prayer
'A prayer' is een compositie van Frank Bridge.

## Geschiedenis
Nadat de pacifist Bridge geraakt was door de Eerste Wereldoorlog, zie zijn Klaaglied voor Catherine, begon de componist aan een groter werk om zijn afschuw kenbaar te maken aan de wereld. Hij begon aan een toonzetting van een bewerkte “A prayer that the will of God be done" uit The imitiation of Christ (boek 3, hoofdstuk 15) van Thomas a Kempis. Om een uitvoering te garanderen moest hij zich voor wat betreft complexiteit enigszins inhouden, de grote delen van de beroepsbevolking werd immers naar het front gezonden. Het werk is dan ook zo geschreven dat amateurkoren en –orkesten het werk kunnen uitvoeren. Toch zag ook Bridge in dat het onwaarschijnlijk was dat het werk gedurende de oorlogstijd zou worden uitgevoerd, de Britten waren uitermate fel op alles wat maar richting desertie wees. Bridge liet het werk dan ook liggen, maar rondde het werk in oktober 1918 af. De eerste uitvoering kwam tot stand onder leiding van de componist zelf op januari 1919 in de Royal Albert Hall.

## Muziek
Het is het enige werk dat Bridge schreef voor de combinatie koor met orkest. De muziek wordt ingedeeld in zijn middenperiode, maar om het gevoel van oorlogsellende te benadrukken kent het werk enige dissonanten, die dan schril afsteken bij de overige muziek.
Tempi: Andante moderato – allegro moderato – poco allargando – piu lento e largamente – a tempo moderato – poco animato – tempo I – tranquillo – a tempo I – tempo I ma tranquillo

### Orkestratie
- sopranen, alten, tenoren en baritons
- 2 dwarsfluiten, 1 piccolo, 2 hobo’s, 2 klarinetten, 2 fagotten
- 4 hoorns, 3 trompetten, 3 trombones, 1 tuba
- pauken, 1 man/vrouw percussie,
- violen, altviolen, celli, contrabassen

Er is ook een versie voor koor, orgel en strijkinstrumenten

## Discografie
- Uitgave Chandos: BBC National Orchestra of Wales met koor o.l.v. Richard Hickox, een opname uit 2003
- Uitgave Guild: Hampstead Singers, Jeremy Filsell (orgel), Emmanuel Chamber Orchestra